# Pierre Cardin
Pour les articles homonymes, voir Cardin.
Pietro Costante Cardin [karˈdin] dit Pierre Cardin [kaʁdɛ̃], né le 2 juillet 1922 à Sant'Andrea di Barbarana (Italie) et mort le 29 décembre 2020 à Neuilly-sur-Seine (France), est un couturier et homme d'affaires italien naturalisé français.
Pierre Cardin intègre la haute couture en 1957 et y restera environ dix ans. Il présente à la fin des années 1950 une collection de prêt-à-porter qui fera grand bruit. Il est considéré, avec Paco Rabanne et André Courrèges, comme l'inventeur de la mode futuriste dans les années 1960.
Sa marque Pierre Cardin est présente, sous forme de licences commerciales,, dans plus de cent pays, faisant du couturier l'un des cinq Français les plus connus au monde. Sa fortune a été estimée en 2009 à plus de 600 millions d'euros ; en 2012, il souhaitait se séparer de son groupe pour un milliard d'euros.

## Biographie

### Famille
Les parents de Pierre Cardin, Alessandro (né en 1878) et Maria (née en 1879), sont des agriculteurs vénitiens précipités dans la pauvreté par la Première Guerre mondiale qui émigrent en France au milieu des années 1920. Ils obtiennent la nationalité française en 1936.
Leur fils Pietro naît à Sant'Andrea di Barbarana, hameau de la commune de San Biagio di Callalta le 2 juillet 1922 ; il est le dernier de la fratrie qui compte dix enfants.
La famille s'installe à Saint-Étienne, dans le département français de la Loire, en 1930.

### Des débuts modestes
En 1936, Pierre Cardin commence son apprentissage à l’âge de quatorze ans chez Louis Bompuis, un tailleur pour hommes à Saint-Étienne. Il y est d'abord comptable puis coupeur. Après un passage chez Manby, tailleur à Vichy qu'il rejoint à bicyclette, il monte à Paris. Vers la fin de la guerre, il débute chez Jeanne Paquin. Par elle, il rencontre Jean Cocteau et Christian Bérard, avec qui il réalise des costumes et des masques pour La Belle et la Bête en 1946, il assiste Marcel Escoffier et Christian Bérard sur les costumes de Jean Cocteau.
Il entre pour un passage éclair chez Elsa Schiaparelli.
Premier tailleur de la maison Christian Dior lors de son ouverture en décembre 1946, Pierre Cardin participe ainsi au succès du « tailleur Bar », qui d'après le Harper's Bazaar, définit le New Look de Christian Dior. Il quitte la maison Dior sur un coup de tête trois ans après.
En 1950, au 10, rue Richepanse, il rachète la maison Pascaud, alors spécialisée dans les costumes de scène, il y ouvre sa propre maison de couture. Il gardera ainsi sa double activité créatrice : les costumes de scène ainsi que des créations de haute couture plus tard. Il crée des costumes pour les bals, fêtes somptueuses d'après guerre, à côté des manteaux et tailleurs, sa spécialité. Progressivement, sa clientèle s’agrandit.
Sa première collection voit le jour trois ans plus tard en 1953, il y montre rue du Faubourg-Saint-Honoré des manteaux et des tailleurs d’une coupe impeccable, associant inventivité et sens du détail.
Quatre ans plus tard, il triomphe avec la présentation d'une collection de 120 vêtements et devient membre de la Chambre syndicale de la couture parisienne.

### Prêt-à-porter

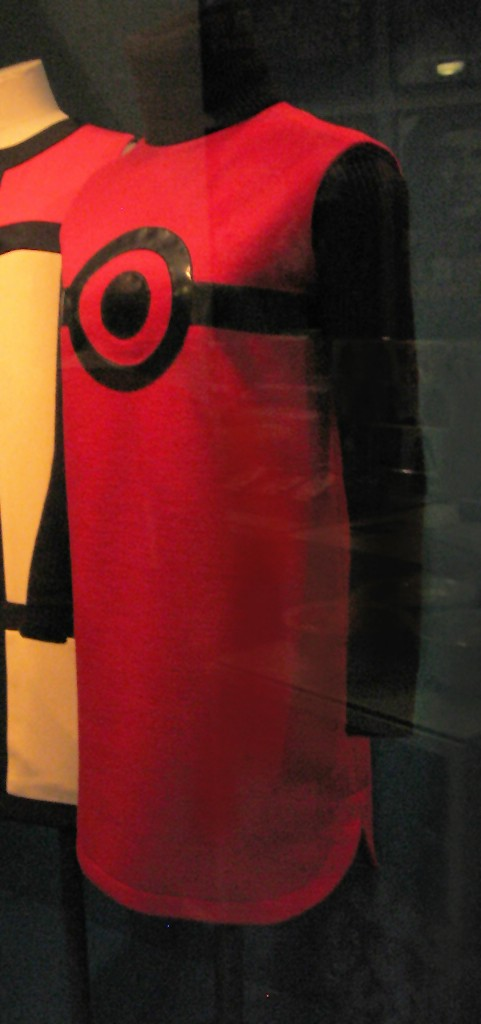
Tunique/robe Cosmos de 1967.

Déjà, en 1954, Pierre Cardin déploie une énergie farouche, s'engageant dans la politique de diffusion avec l’ouverture de sa première boutique Eve, suivie d’Adam en 1957. Considéré comme un précurseur, Pierre Cardin souhaite alors poser les bases d'une production de prêt-à-porter en parallèle à la haute couture. Il ne croit pas au modèle économique d'une haute couture produisant de façon élitiste.
Pour les grands couturiers traditionnels, attachés à séparer la mode haut de gamme de la mode populaire, c'est un énorme scandale. Il persiste et signe en présentant en 1959, une collection de prêt-à-porter luxueux au Printemps : il sera ainsi le premier couturier à présenter un défilé de prêt-à-porter inspiré de la haute couture, qui plus est dans un grand magasin. Cet acte de « rébellion » va engendrer une légende maintes fois reprise par les ouvrages qui fait croire que Cardin aurait été exclu de la Chambre syndicale de la couture parisienne, ou encore renvoyé puis réintégré. Ce fait est clairement démenti par Didier Grumbach qui affirme que « contrairement à la légende, Pierre Cardin n'a pas été exclu de la Chambre syndicale ». Au contraire, quelques années plus tard, il lui est proposé la présidence, qu'il refuse.

La ligne pour homme, lancée à la fin des années 1950, révolutionne la mode masculine : 

« Des vestes avec lesquelles on peut dévisser un boulon de voiture, mais aussi aller au Windsor. »

Voilà définis les nouveaux critères : confort et élégance. En 1961, il crée une ligne à la demande du Printemps qui doit être commercialisée sous le nom du grand magasin ; échec commercial, celle-ci a un retentissement important dans les médias, dont Elle qui organise au couturier une campagne de presse avec le soutien d'Hélène Lazareff. Tout cela concourt à ce qu'il se mette encore à dos la profession mais soit connu mondialement. Il bénéficie également du soutien de plusieurs journalistes de mode : Lucien François (Combat), Viviane Greymour et Janie Samet (Le Figaro), Alice Chavannes de Dalmassy (Elle), Diana Vreeland (Vogue) et Eugenia Sheppard (New York Herald Tribune). Tous les grands magasins du monde lui ouvrent des corners et le nombre de produits sous licence augmente déjà à grande vitesse.
En 1964, avec l'avènement du pantalon pour femmes, poussé par certains couturiers de renom, il déclare dans une entrevue télévisée avec André Courrèges :

« Un pantalon qui moule ou même s'il ne moule pas, ne rend pas la femme esthétique il ne la rend pas sensuelle, indiscutablement. »

En 1966, allant une fois de plus à l'encontre des règles ancestrales de la Chambre syndicale en refusant de respecter le calendrier édicté au sujet de la remise à la presse de certains documents, Pierre Cardin fait parvenir une lettre de démission qui est acceptée.
Dans les années 1970, le succès de sa ligne masculine va jusqu'aux États-Unis, les lignes féminines sont partout dans le monde (il a organisé plusieurs coups médiatiques, comme un défilé dans le désert de Gobi ou un autre sur la place Rouge de Moscou) ; tout cela va perdurer jusque dans les années 1980. Au début de ces années là, le nombre de licences est estimé à plus de 500 : vampirisant la couture et la création, la perte d'image se fait sentir.

Boutique Pierre Cardin
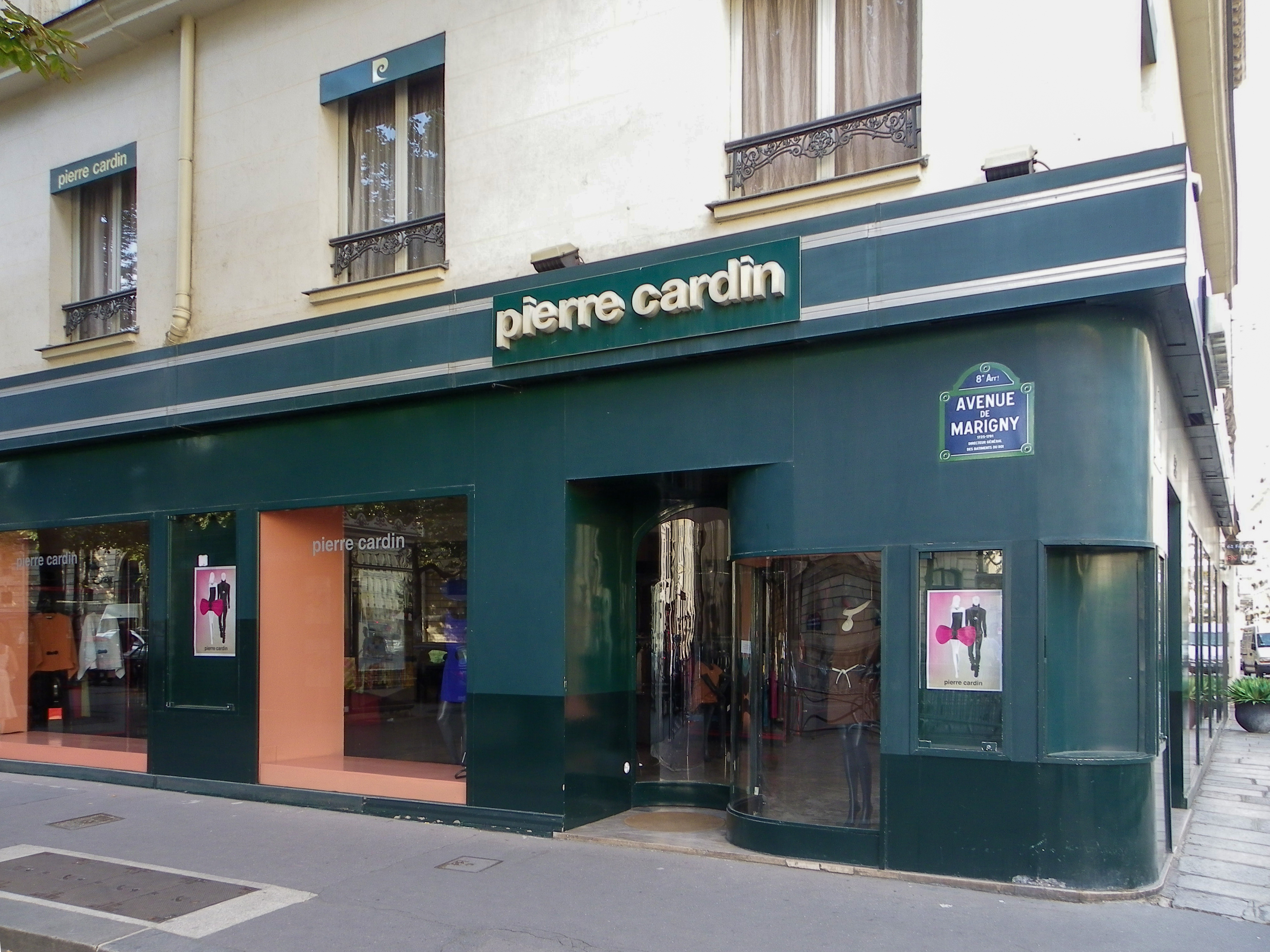
Angle de l'avenue de Marigny et de la rue du Faubourg-Saint-Honoré (8e arrondissement de Paris).
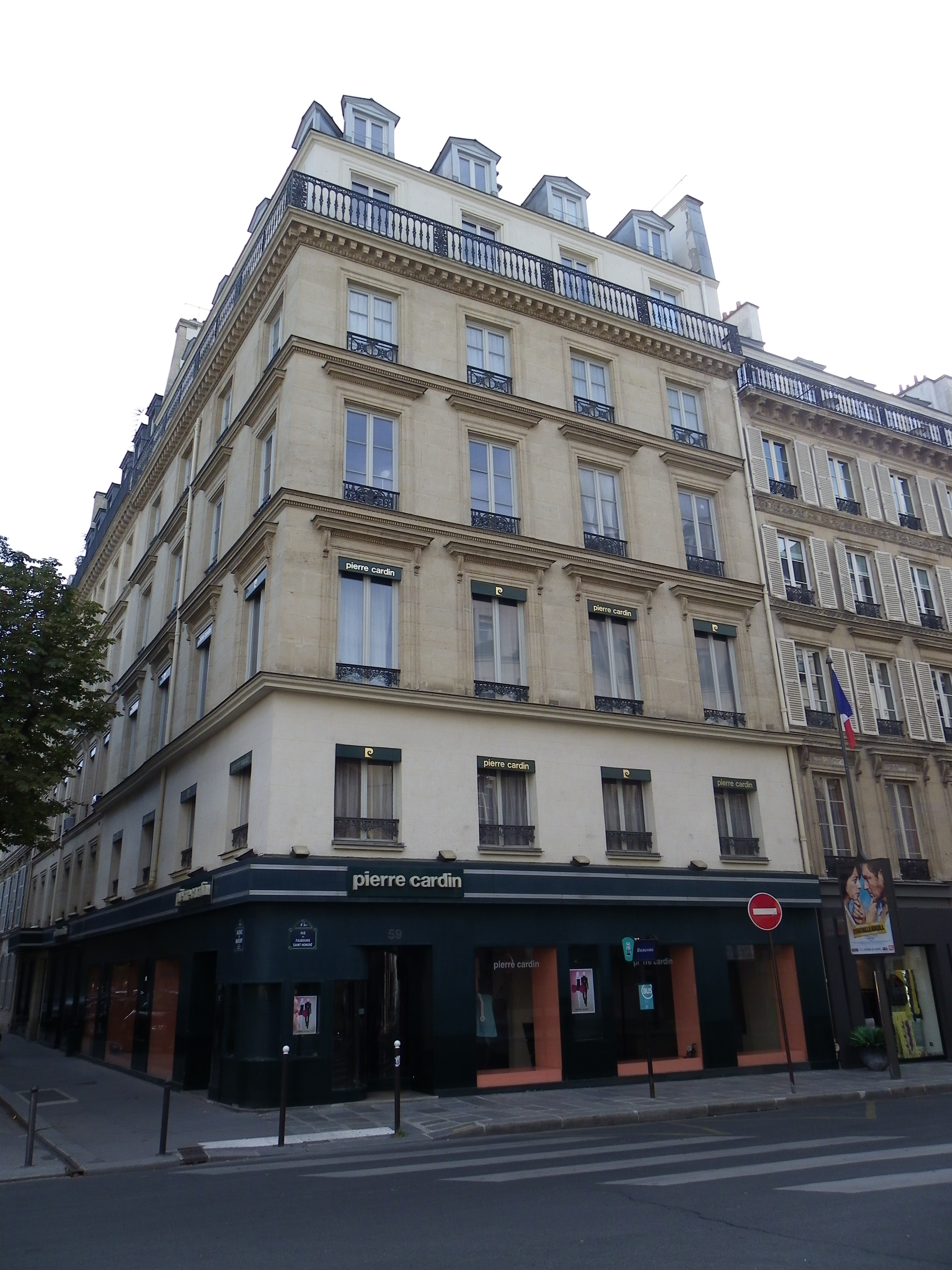
Autre vue.

### Une longue suite de créations

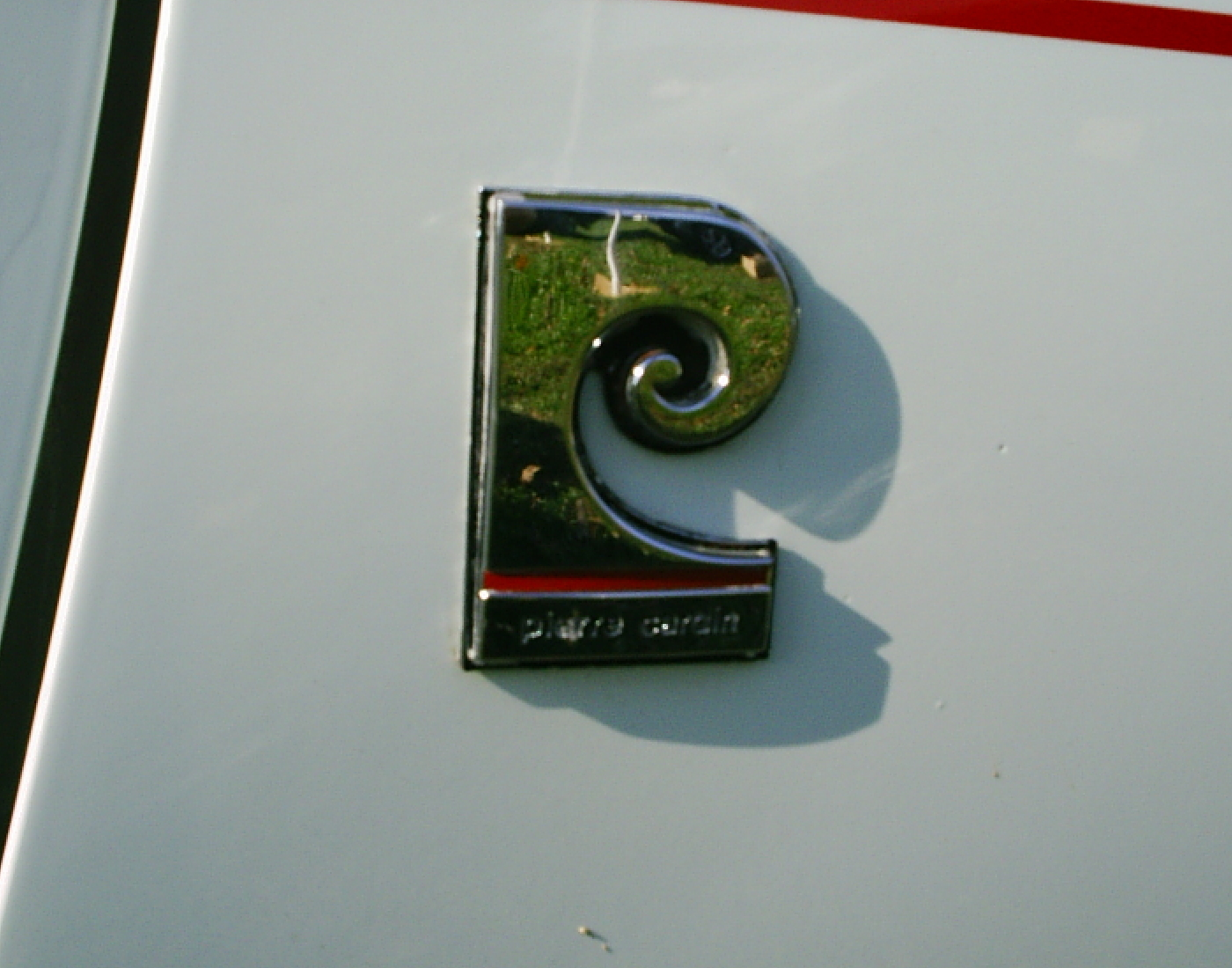
Logo de la marque Pierre Cardin.

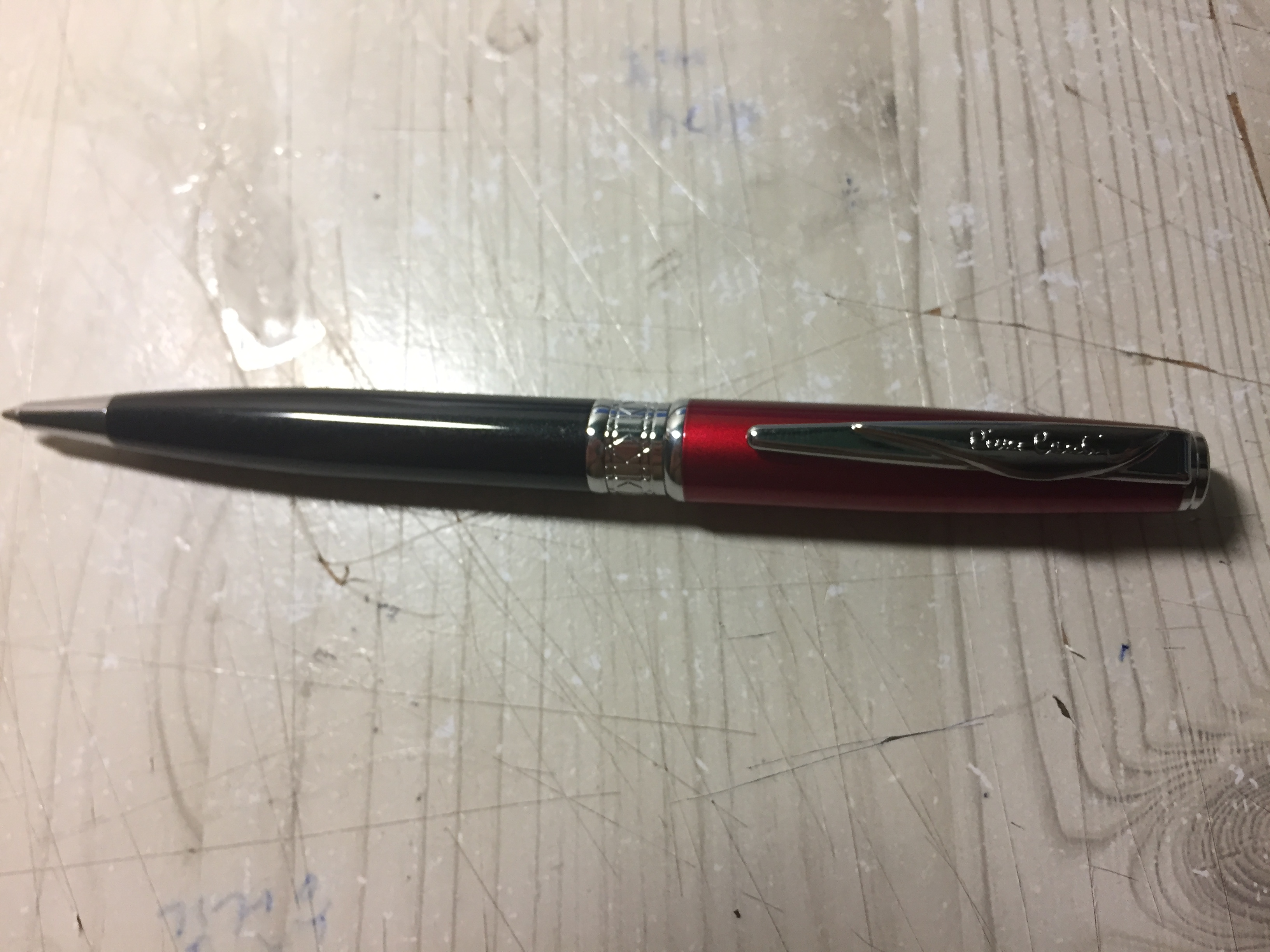
Stylo à bille Pierre Cardin.

De la robe bulle (1954) au costume Mao (veste Mao, 1968), de la mode cosmonaute à la mode unisexe, de la chasuble à découpe hublot à la robe moulée en fibres synthétiques, Pierre Cardin témoigne d’un appétit féroce pour l’expérimentation. Ses formes construisent des silhouettes géométriques à base de ronds et de triangles ; leur volume sculptural impose au corps de s’y adapter.
Précurseur, il importe à Paris l'art de vivre japonais et le fait vivre dans ses collections. Un voyage en 1957 au Japon sera décisif pour cette rencontre avec la culture japonaise. Il y fait la connaissance de Hiroko Matsumoto, mannequin japonais qui l'accompagne à Paris et deviendra sa maîtresse. Dans sa maison de couture, Mademoiselle Hiroko est sa muse et son égérie pendant près de dix années,.
Le couturier est au cœur des années 1960. En 1963, il crée les fameux costumes de scène, une veste sans col, des Beatles,. En 1961, il crée les costumes féminins pour le film La Princesse de Clèves de Jean Delannoy. Il habille John Steed pour la série télévisée Chapeau melon et bottes de cuir en 1967. En 1968, il crée l'uniforme des hôtesses de l'air, personnel navigant commercial d'UTA.
Designer, il présente dès 1970 une collection de meubles.

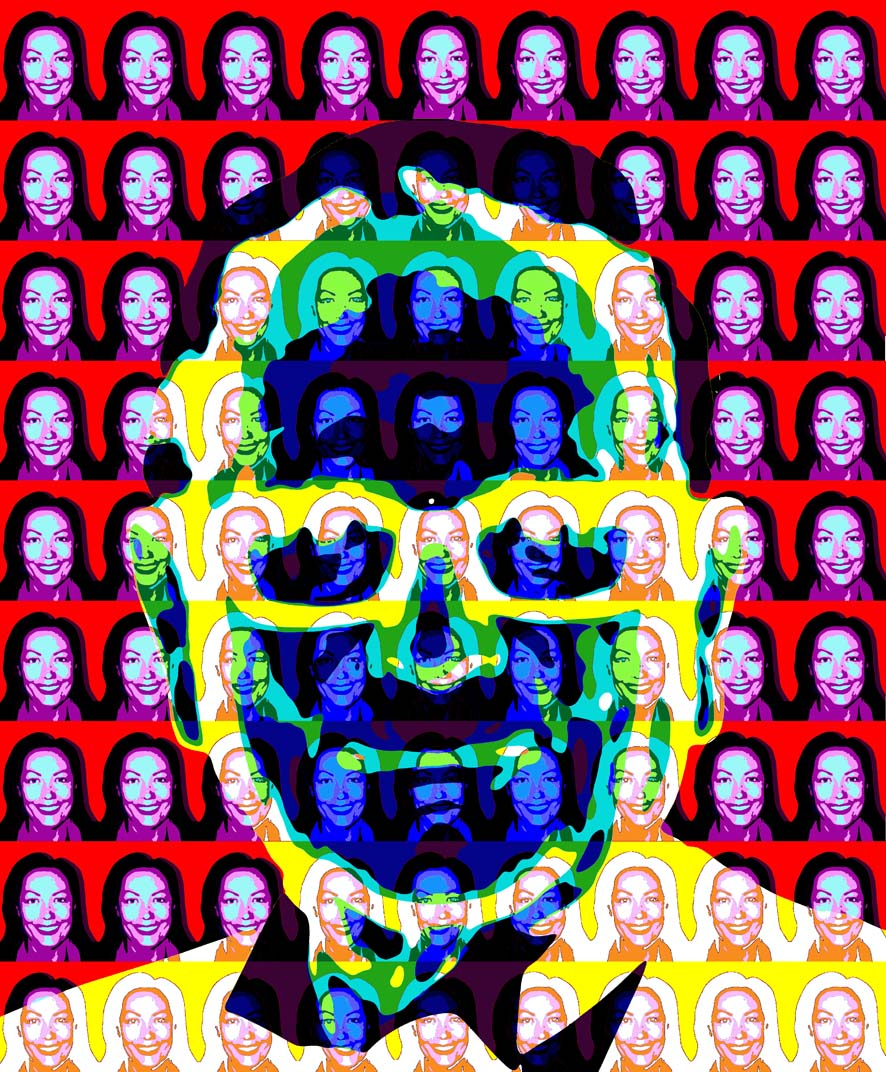
Image rémanente exposée à l'Espace Cardin.

Mécène, il crée l'Espace Cardin en 1971 dans l'ancien théâtre des Ambassadeurs à Paris, où se produisent des artistes comme Marlène Dietrich, Bob Wilson, Gérard Depardieu, Jeanne Moreau (avec laquelle il a une liaison), de nombreux groupes de jazz et de rock, le Pilobolus.
En 1972, il débat dans l'émission Italiques avec Gonzague Saint-Bris et Jean d'Ormesson sur le retour du « dandysme ». Il est le premier Français à s’implanter en Chine communiste en 1978 ; ses mannequins défilent dans la Cité interdite à Pékin.

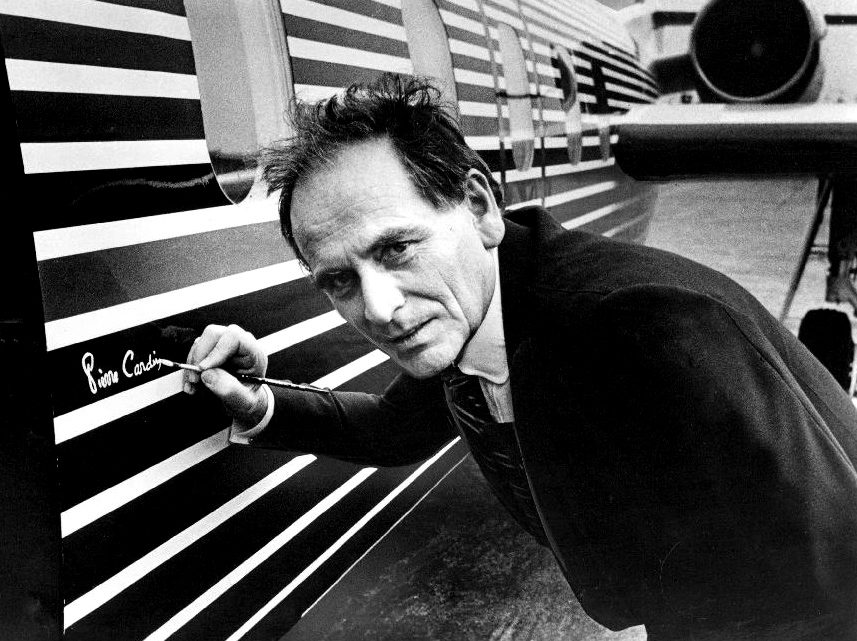
Pierre Cardin en 1978.

Il s'attelle à la réhabilitation du château du marquis de Sade, à Lacoste (Vaucluse) où il organise chaque année un festival. Il s'intéresse aussi au village dont il veut faire un « Saint-Tropez local de la culture ». Pour ce faire, il achète une quarantaine de maisons, une dizaine de boutiques et quarante hectares de terre qu’il laisse inexploitées. Il transforme ce village en un village-musée. Un écrivain, Cyril Montana, qui a passé dans ce lieu une grande partie de son enfance et de son adolescence, se mobilise pour redonner vie au village. Un documentaire réalisé par Thomas Bornot, Cyril contre Goliath raconte ce combat,.
Homme d'affaires, gastronome et amoureux de l'art, Pierre Cardin devient en 1981 le propriétaire du restaurant Maxim's de Paris, célèbre restaurant Belle Époque, temple de l'Art nouveau, et s'implique personnellement dans le renouveau de l'établissement. Il en développe la marque dans le monde entier.
Dans les années 1980 et jusqu'au milieu des années 1990, il apporte son soutien amical à l'association de la presse, du music-hall et du cirque (PAVDEC-Presse associée de la variété, de la danse et du cirque) présidée par Jacqueline Cartier, avec à ses côtés diverses personnalités dont Guy des Cars, Francis Fehr, Yves Mourousi et Jean-Pierre Thiollet.
Dans les années 2000, il inaugure un musée consacré à l'art nouveau aux 2e et 3e étages du restaurant Maxim's de Paris.

#### Licences

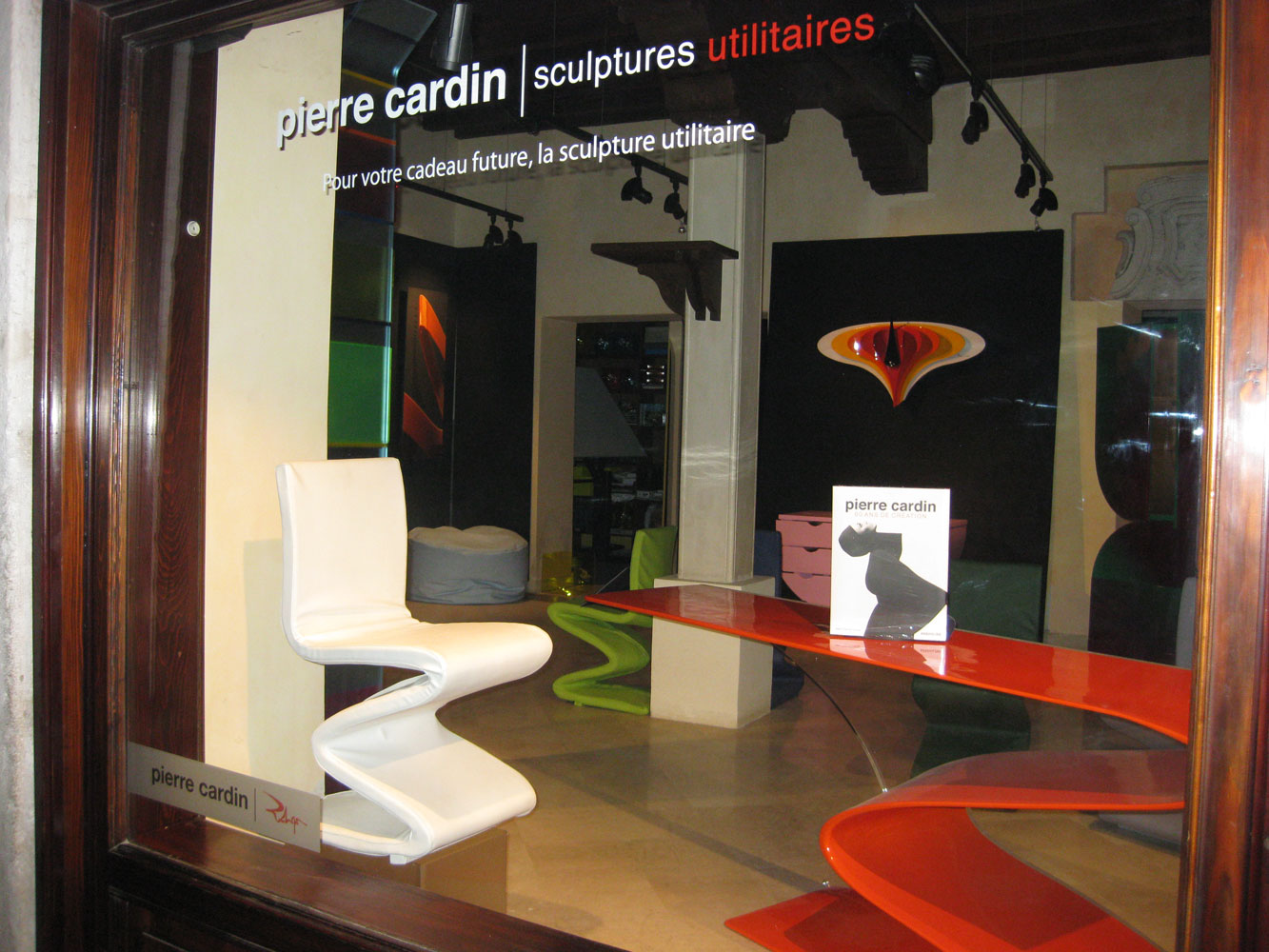
Showroom Sculptures utilitaires Venise.

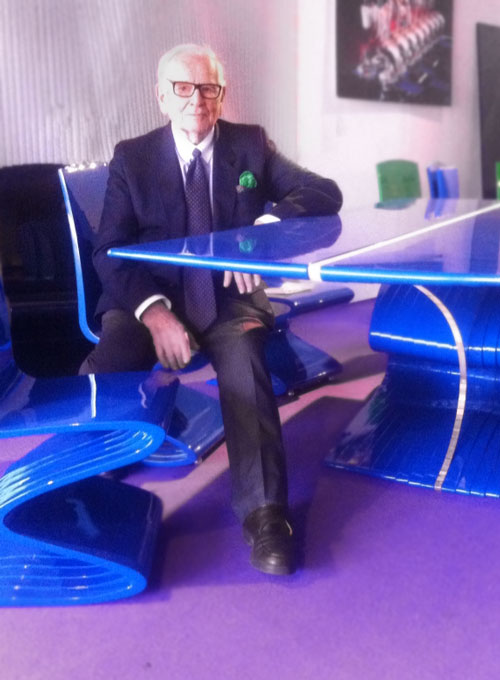
Pierre Cardin - Sculptures Utilitaires - Table et chaise Cobra.

L’envie de développer et de rendre accessibles ses créations, ainsi que le coût jugé prohibitif des droits de douane pour les produits vendus à l'étranger, pousse Pierre Cardin à formaliser un système de licence : il dessine, les industriels fabriquent puis lui reversent des pourcentages sur les ventes, sa signature constituant ainsi la politique de développement de sa marque.
Ce système de production qu'il exploite au maximum lui permet d’adapter son concept au marché ambiant, le plaçant premier au monde en nombre de licences ainsi qu’en volume de ventes. Il existerait selon le couturier, plus de 700 licences aujourd'hui, du textile aux arts de la table, en passant par l'eau minérale les poêles à frire, les vélos, les sacs en plastique, les briquets ou les tringles à rideaux.

« Si je vois une très belle boîte de sardines, j'ai envie de lui donner mon nom ! »

Cette diversification tous azimuts de produits dérivés sans notion de qualité fait que nombre de ses pairs lui tournent le dos, jugeant cela peu en adéquation avec l'idée de la couture ou du luxe. Il est juste, qu'au contraire de Cardin, nombre de marques issues de la mode ont sensiblement réduit leurs licences ces dernières décennies, à l'image de la reprise en main de Saint Laurent, Gucci, ou Dior, permettant de maintenir un niveau de gamme élevé.
À son apogée, ce système commercial représente du travail pour 200 000 personnes et un chiffre d'affaires de dix milliards de francs (environ 1,5 milliard d'euros), permettant à Pierre Cardin de multiplier ses acquisitions variées.

### Vie privée
Pierre Cardin partage la vie de Jeanne Moreau durant quatre ans. Il déclare à La Gazette Drouot, l'hebdomadaire de ventes aux enchères, son regret de ne pas avoir eu d'enfants avec la comédienne. Parallèlement, il déclare être homosexuel. Il a eu aussi d'autres muses : Hiroko Matsumoto, Maïa Plissetskaïa, Sylvana Lorenz, etc.
Il est propriétaire du palais de Casanova à Venise, du château du marquis de Sade à Lacoste, du Palais Bulles de Théoule-sur-Mer (qu'il met en vente en 2016), de l'immeuble du restaurant Maxim's et de deux bateaux parisiens (l'un devant Notre-Dame et l'autre devant la tour Eiffel).
Il indique être catholique, mais non pratiquant.

### Mort

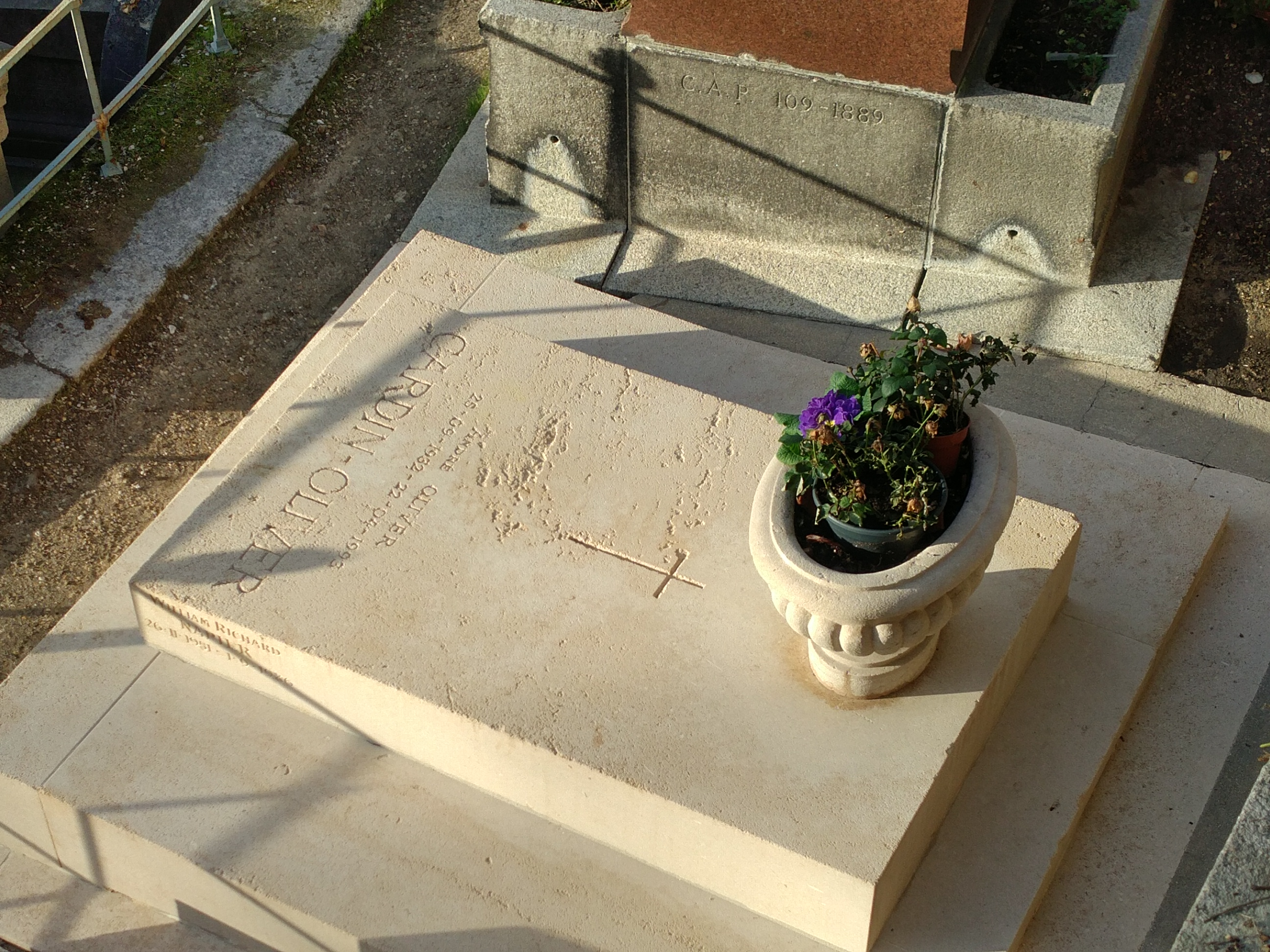
Tombe de Pierre Cardin.

Pierre Cardin meurt le 29 décembre 2020, à l'âge de 98 ans, à l'hôpital américain de Neuilly-sur-Seine,. Ses obsèques ont lieu dans l'intimité le 3 janvier 2021, suivies de l'inhumation au cimetière de Montmartre (division 5) à Paris, aux côtés de son ami et associé André Oliver.
En 2018, il avait nommé son petit-neveu Rodrigo Basilicati Cardin directeur général de Pierre Cardin Évolutions (80 salariés en France et 350 licences à l'international). En 2020, quelques mois avant sa mort, il lui confie la succession de son empire. Rodrigo Basilicati Cardin prépare pour début 2022 un défilé hommage au couturier au musée de l'Air et de l'Espace.
En 2023, la succession de Pierre Cardin provoque une bataille judiciaire entre ses descendants. Rodrigo Basilicati, petit-neveu du créateur fait l'objet de plusieurs plaintes déposées par les petites-nièces du créateur pour abus de faiblesse, abus de confiance aggravé, escroquerie, faux et usage de faux.

## Distinctions

### Prix
Pierre Cardin reçoit le Dé d'or de la haute couture française en 1977, 1979 et 1982, l'Oscar de la mode en 1985 pour l'ensemble de son œuvre, les palmes de l'Académie royale catalane des beaux-arts de Saint-Jordi en 1990 puis, en 2010, le Legend Award décerné par le Fashion Group à New York pour l'ensemble de sa carrière et, en 2007, le prix international du Conseil des créateurs de mode américains.
Il est récompensé par plus d'une centaine de grands prix internationaux tant dans le domaine de la couture, de l'art, du design que des affaires.

### Académies

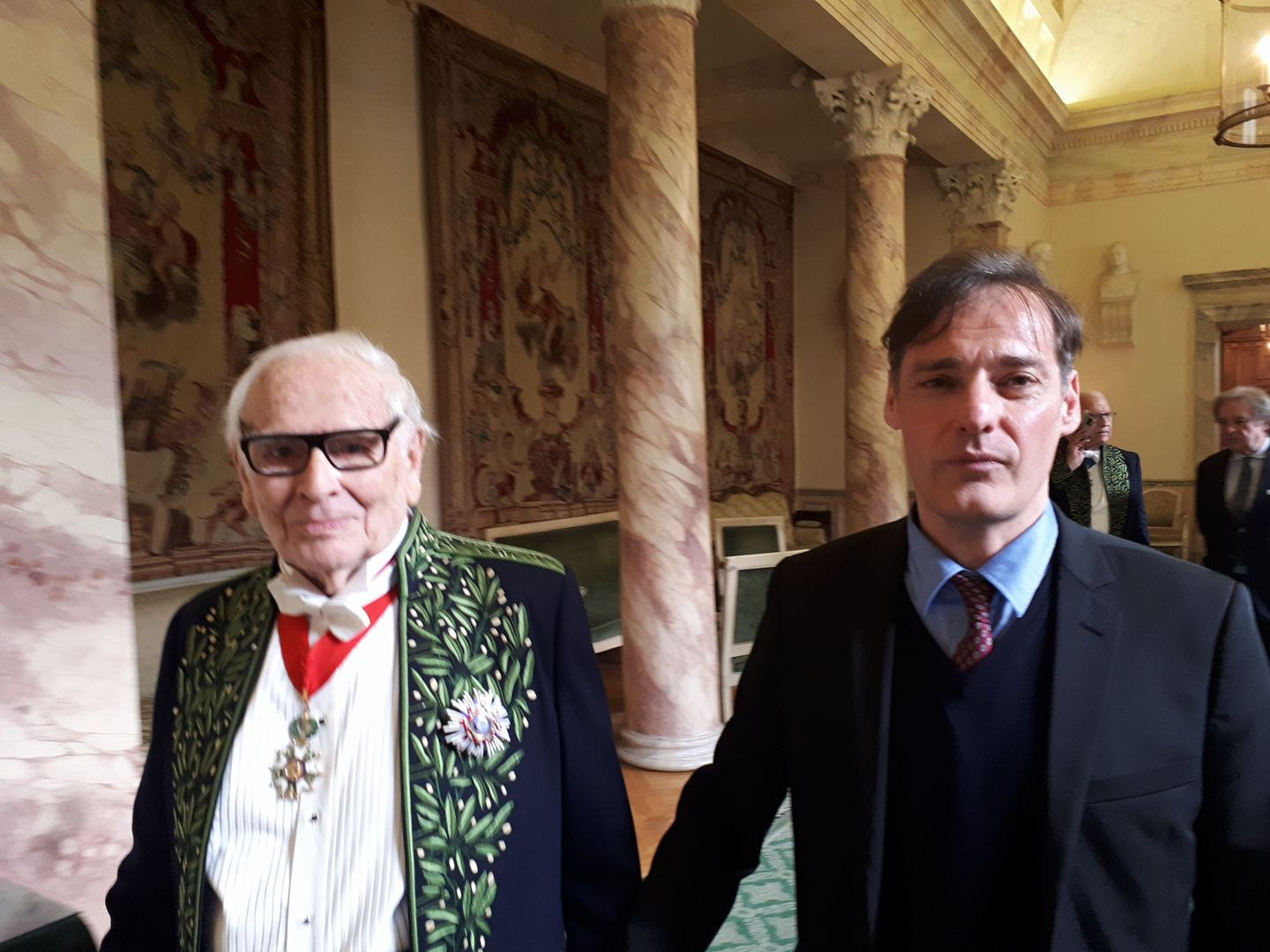
Pierre Cardin et le compositeur français Régis Campo, membre de l'Académie des beaux-arts.

En 1992, il est le premier couturier à être élu membre de l'Académie des beaux-arts (France) au sein de la section VI, membres libres, fauteuil 8. Il dessine lui-même son épée d'académicien. À la suite de la mort du graveur Pierre-Yves Trémois, il en devient le doyen d'âge le 16 août 2020.
Il est membre d'honneur de l'Académie des beaux-arts russe depuis 2008.

### Honneurs
Pierre Cardin est ambassadeur honoraire de l'Unesco de 1991 à sa mort. Il est nommé, le 16 octobre 2009, Ambassadeur de bonne volonté de l'Organisation des Nations unies pour l'alimentation et l'agriculture (FAO).

### Décorations

#### Décorations françaises
- Commandeur de la Légion d'honneur le 31 décembre 1996 au titre de « couturier »[37].
- Commandeur de l'ordre national du Mérite
- Chevalier de l'ordre des Arts et des Lettres.

#### Décorations étrangères
- Grand officier de l'ordre du Mérite de la République italienne‎[9],[38].
- Commandeur de l'ordre du Mérite culturel (Monaco, 2007)[39].
- Médaille de l'ordre de l'Amitié (Russie).
- Médaille de l'ordre de Francysk Skaryna (en) (Biélorussie)

## Hommages
Pierre Cardin fait partie depuis 1960 des cinq Français les plus connus dans le monde. Il est l'un des très rares couturiers à avoir fait la couverture du magazine Time. Les plus grands musées du monde organisent des expositions sur ses créations de mode et de design.

### Expositions
En 1994, une rétrospective des 40 ans de sa carrière est organisée dans le cadre des fêtes pour le 1 200e anniversaire de la ville de Kyoto.
En 2006, Pierre Cardin installe son musée à Saint-Ouen-sur-Seine, dans une ancienne usine de peinture de 3 000 m2. En 2014, le musée est transféré 5, rue Saint-Merri dans le 4e arrondissement de Paris.
En 2019, le Brooklyn Museum à New York lui consacre une rétrospective intitulée « Pierre Cardin: Future Fashion ».

## Dans la culture populaire
Dans la version française du film Retour vers le futur (1985) de Robert Zemeckis, le personnage de Marty McFly porte un ou plusieurs vêtements étiquetés « Pierre Cardin » en 1985. Quand il fait un voyage dans le temps en 1955, sa future mère Lorraine Baines, voyant l'étiquette de la marque sur ses vêtements, pense qu'il s'agit de son vrai nom. Marty profite de cette confusion pour se faire appeler « Pierre Cardin » (inconnu à l'époque), fausse identité qu'il adopte tant qu'il reste en 1955.
Dans la version originale anglaise du film, le nom qui est donné par Lorraine Baines à Marty est celui de Calvin Klein.
Dans la série télévisée Emily in Paris, le personnage de Pierre Cadault, créateur de mode parisien, est largement inspiré de Pierre Cardin et Karl Lagerfeld.